# Liste der Monuments historiques in Trilbardou
Die Liste der Monuments historiques in Trilbardou führt die Monuments historiques in der französischen Gemeinde Trilbardou auf.

## Liste der Bauwerke
| Bezeichnung          | Beschreibung                  | Standort | Kennzeichnung | Schutzstatus   | Datum     | Bild           |
| -------------------- | ----------------------------- | -------- | ------------- | -------------- | --------- | -------------- |
| Kirche Ste-Geneviève | Erbaut ab dem 16. Jahrhundert | (Lage)   | PA77000032    | Inscrit        | 2016      | weitere Bilder |
| Schöpfwerk           | Erbaut 1865                   | (Lage)   | PA00087302    | Inscrit Classé | 1987 1992 | weitere Bilder |

## Liste der Objekte

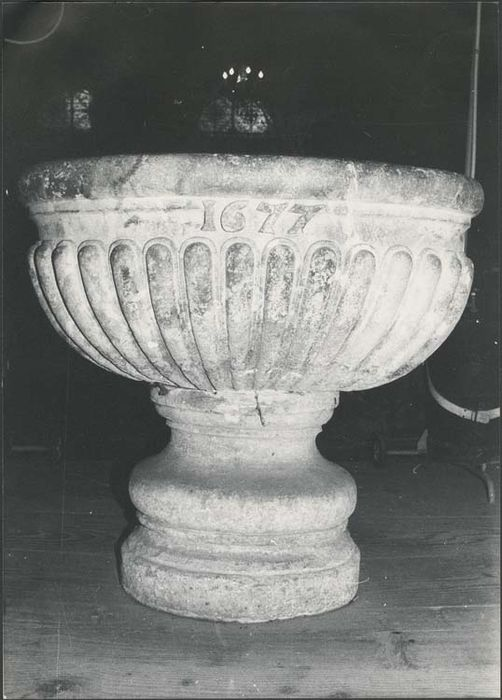
Taufbecken aus dem Jahr 1677 in der Kirche Ste-Geneviève

- Monuments historiques (Objekte) in Trilbardou in der Base Palissy des französischen Kultusministeriums